# Rizici patnje
Rizici patnje, ili s-rizici, su rizici koji uključuju astronomsku količinu patnje; mnogo više od svih patnji koje su se do sada dogodile na Zemlji. Ponekad se kategorišu kao podklasa egzistencijalnih rizika.
Izvori mogućih s-rizika uključuju utelovljenu veštačku inteligenciju i superinteligenciju, kao i kolonizaciju svemira, što bi potencijalno moglo dovesti do „stalnih i katastrofalnih ratova“ i ogromnog povećanja patnje divljih životinja njihovim unošenjem na druge planete, bilo namerno ili nehotice.
Stiven Ambrelo, istraživač etike veštačke inteligencije, upozorio je da biološko računarstvo može učiniti dizajn sistema sklonijim s-rizicima.

## Literatura
- Baumann, Tobias (2022). Avoiding the Worst: How to Prevent a Moral Catastrophe (на језику: енглески). Independently published. ISBN 979-8359800037.
- Metzinger, Thomas (2021-02-19). „Artificial Suffering: An Argument for a Global Moratorium on Synthetic Phenomenology”. Journal of Artificial Intelligence and Consciousness (на језику: енглески). 08: 43—66. ISSN 2705-0785. doi:10.1142/S270507852150003X .
- Minardi, Di (2020-10-15). „The grim fate that could be 'worse than extinction'”. BBC Future (на језику: енглески). Приступљено 2021-02-11.
- Baumann, Tobias (2017). „S-risks: An introduction”. Center for Reducing Suffering (на језику: енглески). Приступљено 2021-02-10.
- Althaus, David; Gloor, Lukas (2016-09-14). „Reducing Risks of Astronomical Suffering: A Neglected Priority”. Center on Long-Term Risk (на језику: енглески). Приступљено 2021-02-10.